# Evento (fisica)
In fisica, e in particolare nello studio della relatività, un evento indica un fenomeno fisico, localizzato in uno specifico punto dello spazio quadridimensionale.

## Esempi nel mondo macroscopico
Per esempio, nell'esperienza sperimentabile da chiunque di prima mano:
1. un bicchiere che cade a terra e si rompe in un determinato momento è un evento;
2. un'eclisse osservabile ad occhio nudo è un evento.

Accadono in un unico posto in un determinato momento, in uno specifico sistema di riferimento. In senso stretto, la nozione di un evento è una idealizzazione astratta, nel senso che specifica un attimo definito ed un posto nello spazio, mentre la nozione comune di evento sembra avere un'estensione finita sia nel tempo che nello spazio.
Uno degli obiettivi della relatività è di specificare la possibilità di come gli eventi si influenzino a vicenda. Questo è effettuato utilizzando un tensore metrico, che permette di determinare la struttura causale dello spaziotempo.
La differenza (o l'intervallo) tra due eventi può essere classificato come separazione di tipo spazio, di tipo tempo o di tipo luce. Per la meccanica relativistica sembra che solo se due eventi sono separati da intervalli spazio-temporali di tipo luce o tempo questi si possano influenzare l'un altro.